# Felsődacsólám
Felsődacsólám (szlovákul: Horný Dačov Lom) Dacsólám településrésze, korábban önálló falu Szlovákiában, a Besztercebányai kerületben, a Nagykürtösi járásban.

## Fekvése
Nagykürtöstől 16 km-re, északnyugatra fekszik.

## Története
A falunak nevet adó Lám-fennsíkot 1135-ben, a falut 1333-ban említik először. Első birtokosa névadója, a Dacsó család volt, később a Palásthyak, a Zrínyiek és a Balassák birtoka.
1910-ben 573, túlnyomórészt szlovák lakosa volt. A trianoni békeszerződésig területe Hont vármegye Korponai járásához tartozott.

## Külső hivatkozások
- Községinfó
- Dacsólám Szlovákia térképén